# Claire Shulman
Claire Shulman (nombre de nacimiento Claire Kantoff, Brooklyn, Nueva York; 23 de febrero de 1926 - Queens, Nueva York; 16 de agosto de 2020) fue una política y enfermera estadounidense. 
Se desempeñó como directora de juntas comunitarias y vicepresidenta de Queens Borough, antes de convertirse en presidenta interina del condado en 1986 cuando su predecesora renunció debido a un escándalo. Procedió a desempeñar el cargo a tiempo completo y ganó cuatro elecciones entre 1986 y 2002. Fue la primera mujer en ocupar el cargo.

## Carrera
Shulman nació en Brooklyn el 23 de febrero de 1926. Se graduó de la Universidad Adelphi y fue enfermera registrada antes de dedicarse a la política. Comenzó a participar activamente en la vida comunitaria cuando se unió al Bayside Mother's Club en 1955. Participó activamente en los asuntos comunitarios de Queens y fue nombrada miembro de una junta comunitaria en 1966. Fue directora de juntas comunitarias del presidente del condado de Queens, Donald Manes, en 1972 y su adjunta en 1980. Inicialmente asumió el cargo como presidenta interina del condado el 11 de febrero de 1986 después de que Manes, renunciara. Fue elegida presidenta del condado por voto unánime de los nueve miembros del Consejo Municipal de Nueva York de Queens el 12 de marzo. Luego fue elegida por voto popular para los tres años restantes del mandato de Manes ese mismo año y para mandatos de cuatro años nuevamente en 1989, 1993 y 1997. No pudo postularse para la reelección en 2001 debido a límites de mandato, y fue reemplazada por Helen Marshall el 3 de enero de 2002.

## Afiliaciones
Shulman se desempeñó como miembro de las juntas directivas del New York Hospital Queens y St. Mary's Healthcare System for Children. También ayudó al zoológico de Queens a obtener su primera águila calva. Las águilas calvas del zoológico, Mel y Claire II, llevan el nombre de Shulman y su esposo.   

## Vida personal
Durante los últimos años de su vida, ella y su esposo, Melvin Shulman –un médico al que conoció cuando ambos trabajaban en Queens Hospital Center– vivieron en Beechhurst, Queens, Nueva York. Tuvieron una hija, Ellen S. Baker, astronauta y veterana de tres viajes del Transbordador Espacial, incluido uno que atracó en la estación espacial rusa Mir. Su hijo, el Lawrence Shulman, es un reconocido oncólogo, director médico del Instituto de Cáncer Dana-Farber en Boston, Massachusetts. Su hijo adoptivo, Kim Shulman, quien trabajó como asistente de dirección en series de televisión como Party of Five y películas como Honey, We Shrunk Ourselves, murió de una hemorragia cerebral el 2 de junio de 2001.
Shulman sobrevivió al cáncer de mama y perdió ambos senos en mastectomías separadas. Murió el 16 de agosto de 2020 en su casa de Beechhurst, Queens.  Tenía noventa y cuatro años y sufría de cáncer de pulmón y cáncer de páncreas. Antes de su muerte, respaldó a Donovan Richards para la presidencia de Queens Borough del 2020.